# 1975-ös magyar gyeplabdabajnokság
Az 1975-ös magyar gyeplabdabajnokság a negyvenötödik gyeplabdabajnokság volt. A bajnokságban hét csapat indult el, a csapatok három kört játszottak.

## Tabella
| #  | Csapat               | M  | Gy | D | V  | G+ | G- | P  |
| -- | -------------------- | -- | -- | - | -- | -- | -- | -- |
| 1. | Volánbusz SC         | 18 | 15 | 1 | 2  | 55 | 7  | 31 |
| 2. | Kinizsi Sörgyár SK   | 18 | 11 | 5 | 2  | 35 | 9  | 27 |
| 3. | Bp. Építők           | 18 | 10 | 4 | 4  | 38 | 16 | 24 |
| 4. | Budai Pedagógus      | 18 | 8  | 6 | 4  | 18 | 12 | 22 |
| 5. | Gödöllői Ganz-Vasas  | 18 | 3  | 4 | 11 | 13 | 25 | 10 |
| 6. | Autótaxi SK          | 18 | 1  | 4 | 13 | 16 | 54 | 6  |
| 7. | XVI. ker. Tanács KSE | 18 | 0  | 6 | 12 | 2  | 54 | 6  |

* M: Mérkőzés Gy: Győzelem D: Döntetlen V: Vereség G+: Ütött gól G-: Kapott gól P: Pont